# Teixidor de Carl
El teixidor de Carl (Anthoscopus caroli) és una espècie d'ocell de la família dels remízids (Remizidae).
Habita boscos miombo i d'acàcies de l'Àfrica central, oriental i meridional.

## Taxonomia
La població de l'Àfrica Oriental és considerada una espècie de ple dret per alguns autors:
- Anthoscopus sylviella - teixidor de ventre canyella.[3]